# Václav Drchal
Václav Drchal (* 25. července 1999 České Budějovice) je český profesionální fotbalista, který hraje na pozici útočníka za český klub Bohemians Praha 1905. Je také bývalým českým mládežnickým reprezentantem.
Mimo Česko působil Drchal také v Německu.

## Klubová kariéra

### Sparta Praha
Drchal začal svou kariéru v klubu SK Dynamo České Budějovice a v roce 2016 se přesunul do akademie pražské Sparty.
V podzimní části sezony 2017/18 nastřílel Drchal v dresu sparťanské juniorky 26 gólů a během zimní přestávky byl povolán do A-týmu Sparty. Dne 8. ledna 2018 podepsal s klubem svou první profesionální smlouvu, a to do června 2020. V dresu Sparty debutoval o den později, v přípravném utkání proti Táborsku a hattrickem přispěl k vysoké výhře 7:2. Ligovou premiéru si odbyl 24. února v utkání proti Slovácku pod trenérem Andreou Stramaccionim a v 53. minutě skóroval při remíze 1:1. Stal se tak třetím nejmladším hráčem, který skóroval při svém debutu v české nejvyšší soutěži - mladší byli pouze Petr Ruman a Vladimír Čáp, kteří skórovali při svých debutech v sezonách 1993/94 a 1994/95. 4. května v utkání se Zlínem si Drchal přetrhl vaz v koleni a sezona pro něj předčasně skončila.
Poprvé od zranění nastoupil Drchal do soutěžního utkání 15. prosince v lize proti Příbrami. V jarní části sezony začal Drchal pravidelně nastupovat v dresu Sparty. 24. února se poprvé v sezoně prosadil, a to při výhře 3:2 nad Baníkem Ostrava. 2. dubna Drchal skóroval ve 121. minutě čtvrtfinálového utkání českého poháru proti Teplicím a vyrovnal na 2:2; následně také proměnil pokutový kop v rozstřelu a pomohl Spartě k postupu do semifinále. V květnu 2019 si v ligovém zápase s Libercem znovu poranil již jednou operované koleno a čekala jej další dlouhá rekonvalescence. V sezoně 2018/19 nastoupil Drchal do 12 utkání a vstřelil 4 branky.
V únoru 2020 podepsal Drchal se Spartou novou smlouvu, i přestože v dosavadním průběhu sezony nenastoupil do jediného utkání. Na hřiště se Drchal vrátil až 31. května 2020, kdy nastoupil do závěru utkání proti Karviné. Pod trenérem Václavem Kotalem ale ve zbytku sezony nastoupil už jen do dvou dalších ligových zápasů, v nichž se střelecky neprosadil. 1. července 2020 slavil se Spartou zisk trofeje, pouze z tribuny přihlížel vítězství 2:1 nad Slovanem Liberec ve finále českého poháru.

#### Mladá Boleslav (hostování)
V létě 2020 požádal Drchal vedení Sparty o uvolnění na hostování. O jeho služby stál například Liberec či Olomouc, mládežnický reprezentant se ale rozhodl strávit sezonu 2020/21 v Mladé Boleslavi. Pod trenérem Jozefem Weberem debutoval 23. srpna v utkání prvního kola při prohře 4:0 s Bohemians 1905. 16. září svým prvním gólem v novém angažmá rozhodl o výhře 1:0 nad Sokolem Hostouň v druhém kole českého poháru. Svůj první ligový gól v dresu Mladé Boleslavi vstřelil 21. listopadu, kdy se podílel na výhře 4:1 nad Pardubicemi. V květnu 2021 patřil Drchal k nejproduktivnějším hráčům celé soutěže, když v závěrečných pěti kolech české ligy vstřelil 5 gólů a přidal jednu asistenci, a pomohl tak Mladé Boleslavi k záchraně. V průběhu celé sezony nastoupil do 27 utkání, vstřelil 7 branek a asistoval na další 3. V létě 2021 byl nominován na Mistrovství Evropy hráčů do 21 let 2021.

#### Návrat do Sparty
Po poměrně úspěšném hostování v Mladé Boleslavi zůstal Drchal pro podzimní část sezony 2021/22 v kádru sparťanského A-týmu. Pod trenérem Pavlem Vrbou ale nastupoval pouze sporadicky. 21. srpna nastoupil do utkání pátého kola české nejvyšší soutěže a asistencí přispěl k výhře 4:0 nad Hradcem Králové. 11. září se střelecky prosadil při prohře 2:3 v Plzni a o pět dní později si odbyl svůj debut v pohárové Evropě, když nastoupil do závěru utkání základní skupiny Evropské ligy proti Brøndby IF. 19. září skóroval při remíze 1:1 s Jabloncem a o tři dny později dvěma brankami rozhodl o výhře 3:0 nad Líšní ve třetím kole českého poháru. Ve zbytku podzimní části ale nastoupil už jen do tří soutěžních utkání a střelecky se neprosadil.

#### Dynamo Drážďany (hostování)
V únoru 2022 zamířil Drchal na půlroční hostování do německého druholigového klubu Dynamo Drážďany. Svůj debut v 2. bundeslize si odbyl 14. ledna při remíze 1:1 s Hamburkem. V průběhu sezony nastoupil Drchal do 15 ligových utkání, v nichž se střelecky neprosadil. V dresu Drážďan nevyhrál ani jedno soutěžní utkání a nezabránil sestupu do třetí ligy.

#### Bohemians 1905 (hostování)
Po návratu z Německa odehrál Drchal ještě čtyři ligová utkání v dresu pražské Sparty pod novým trenérem Brianem Priskem, v září 2022 ale zamířil na hostování do Bohemians 1905. Svůj debut v novém dresu si odbyl 11. září při prohře 0:2 se Slovanem Liberec. O deset dní později vstřelil svůj první gól v sezoně, a to při výhře 3:0 nad Ústím nad Labem v druhém kole MOL Cupu. 1. října se poprvé prosadil také v ligové soutěži, a to při remíze 1:1 s Viktorií Plzeň. V průběhu sezony patřil ke klíčovým hráčům trenéra Veselého, vstřelil 7 branek ve 30 soutěžních zápasech a pomohl klubu k postupu do semifinále českého poháru a ke konečné čtvrté příčce v lize, která Bohemians zajistila historický postup do pohárové Evropy.

### Jablonec
V létě 2023 přestoupil Drchal ze Sparty do Jablonce. Svůj debut si odbyl 23. července při prohře 1:3 s Mladou Boleslaví. Svůj první gól v dresu Jablonce vstřelil 12. srpna, a to při vysoké prohře 1:5 s pražskou Spartou. V říjnu se v ligovém utkání proti Viktorii Plzeň srazil Drchal s brankářem Jindřichem Staňkem, který následně zůstal bezvládně ležet a po dlouhém ošetřování musel být naložen na nosítka a odvezen ze hřiště. V průběhu sezony často Drchal laboroval se zraněními, dohromady nastoupil do 24 utkání a dal 2 branky.

### Bohemians 1905
V létě 2024 se Drchal přesunul do Bohemians 1905, kde již dříve hostoval.

## Reprezentační kariéra
Drchal odehrál mezi lety 2016 a 2021 také 22 utkání v dresu českých mládežnických reprezentací, v nichž vstřelil 5 branek.
V létě 2021 si Drchal zahrál na Mistrovství Evropy hráčů do 21 let 2021. Nastoupil do utkání proti Slovinsku a Itálii jako střídající hráč, se svými spoluhráči ale nedokázal postoupit ze základní skupiny.